# IEEE Emanuel R. Piore Award
Der IEEE Emanuel R. Piore Award des Institute of Electrical and Electronics Engineers war ein von 1977 bis 2012 vergebener Preis für Informatik (Information Processing, in relation to computer science). Er wurde an Einzelpersonen oder Teams von zwei Personen verliehen und war nach Emanuel Piore benannt.

## Preisträger
- 1977: George Stibitz
- 1978: J. Presper Eckert, John Mauchly
- 1979: Richard Hamming
- 1980: Lawrence Rabiner, Ronald W. Schafer
- 1981: nicht verliehen
- 1982: Ken Thompson, Dennis Ritchie
- 1983: Niklaus Wirth
- 1984: Harvey G. Cragon
- 1985: Azriel Rosenfeld
- 1986: David C. Evans,  Ivan Sutherland
- 1987: David Kuck
- 1988: Grace Hopper
- 1989: Peter A. Franaszek
- 1990: Allen Newell
- 1991: Joseph F. Traub
- 1992: Harold S. Stone
- 1993: Makoto Nagao
- 1994: John L. Hennessy
- 1995: Yale Patt
- 1996: Edward J. McCluskey
- 1997: Shun’ichi Amari
- 1998: Janak H. Patel
- 1999: Narendra Ahuja
- 2000: William Kahan
- 2001: Ravishanker K. Iyer
- 2002: Brian Randell
- 2003: Giovanni De Micheli
- 2004: Leslie Lamport
- 2005: Jacob A. Abraham
- 2006: Robert K. Brayton
- 2007: Randal Bryant
- 2008: Richard Rashid
- 2009: David DeWitt
- 2010: Nancy Lynch
- 2011: Shafi Goldwasser
- 2012: Fred B. Schneider